# Cenomani
A geológiai időskálán a cenomani a késő kréta kor legkorábbi korszaka. 100,5 millió évvel ezelőtt kezdődött és 93,9 millió évvel ezelőtt ért véget. A cenomani az albai korszakot követte és a turonit előzte meg.
A cenomani megfelel a Mexikói-öbölben használt időskála woodbini és az Egyesült Államok keleti parti időskálájához tartozó eaglefordi korszakoknak.
A cenomani végén egy anoxikus esemény, az úgynevezett cenomani-turoni határesemény vagy más néven Bonarelli-esemény következett be, ami a tengeri fajok kis mértékű kihalását okozta.

## Sztratigráfiai definíció
A cenomani emeletet a francia őslénykutató, Alcide d'Orbigny használta elsőként a szakirodalomban, 1847-ben. A név Le Mans városának újkori latin nevéből, a cenomanumból származik.
A cenomani emelet alapja (ami a késő kréta sorozat alapja is egyben) az a hely, ahol először tűnik fel a foraminiferák közé tartozó Rotalipora globotruncanoides faj a sztratigráfiai rekordban. Az albai emelet referencia profilja (GSSP) a Francia Alpokban, a Mont Risou nyugati oldalán levő kibúvásnál a Rosans nevű falu közelében található (Hautes-Alpes területén, az alábbi koordinátáknál: 44°23'33"É, 5°30'43"K). Az alap a referencia profilban 36 méterrel a Marnes Bleues-formáció teteje alatt van.
A cenomani teteje (a turoni alapja) az a hely, ahol elsőként tűnik fel a Watinoceras devonense nevű ammoniteszfaj.
A cenomani fontos korjelző fosszíliája az ammoniteszek közé tartozó Calycoceras naviculare, Acanthoceras rhotomagense és Mantelliceras mantelli.

## Rétegtani és paleoklimatológiai sorrend
A késő cenomani idején volt a fanerozoikum során a legmagasabb az átlagos tengerszint az elmúlt 600 millió évben (körülbelül 100–50 méterrel haladta meg a mai szintet). Ennek következtében a magaslatok mindvégig alacsonyan helyezkedtek el, a Föld felszínét borító kiterjedt meleg tengerek pedig elárasztották a mai kontinensek elődeinek alacsony területeit. A hullámok fölé emelkedő kevés szárazföldet alkotó régi hegységek, dombok és fennsíkok mind nagymértékben erodálódtak. A tektonikus hegységképződés minimális volt és a legtöbb kontinenst kiterjedt vízfelületek választották el egymástól. Mivel a hegységek nem gátolták a szeleket, az éghajlat szeles volt, a hullámzás pedig erős, ami növelte az eróziót és felgyorsította az üledékképződést.

## Paleontológia

### Fejlábúak

#### Ammoniteszek

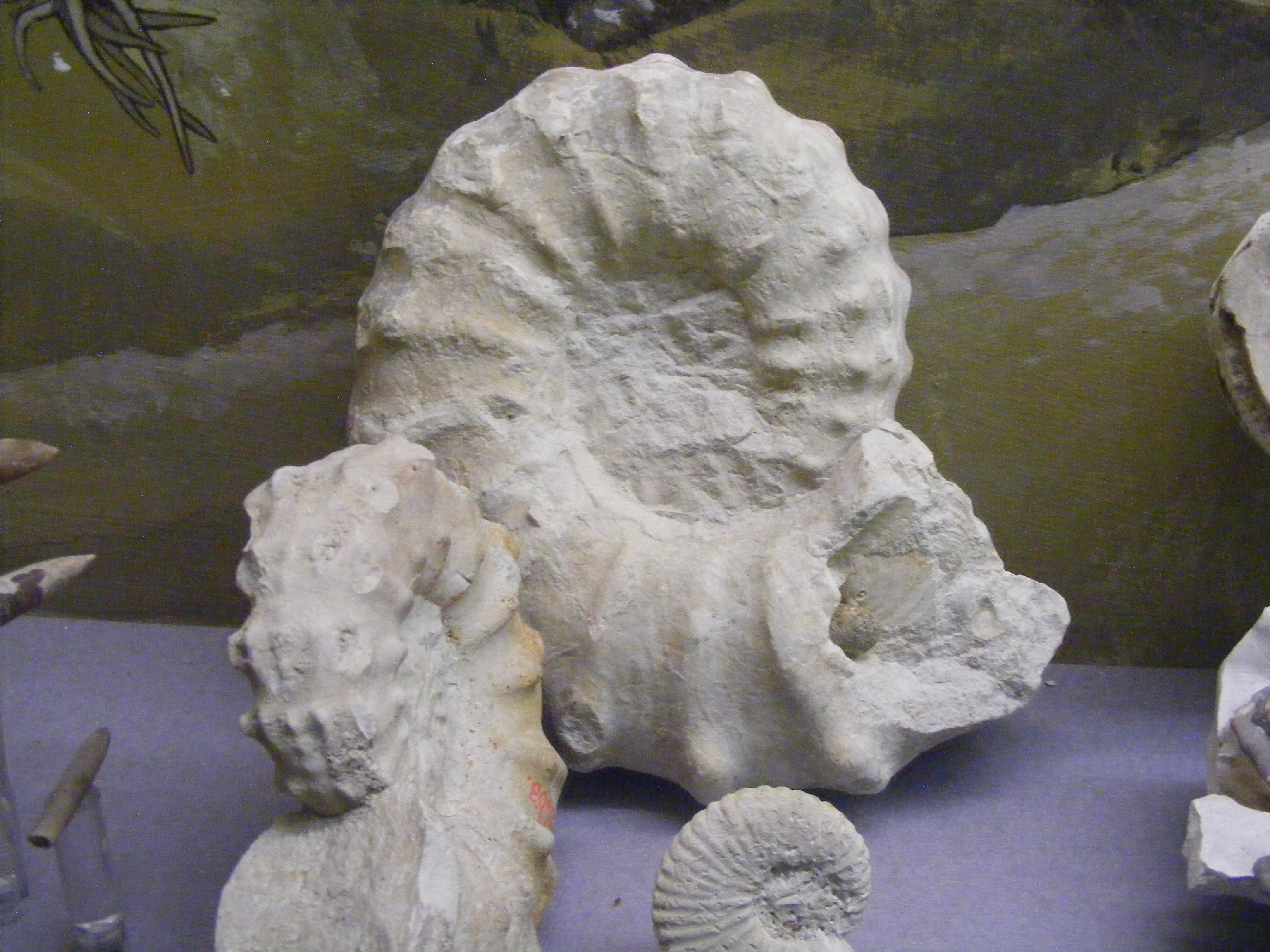
Acanthoceras

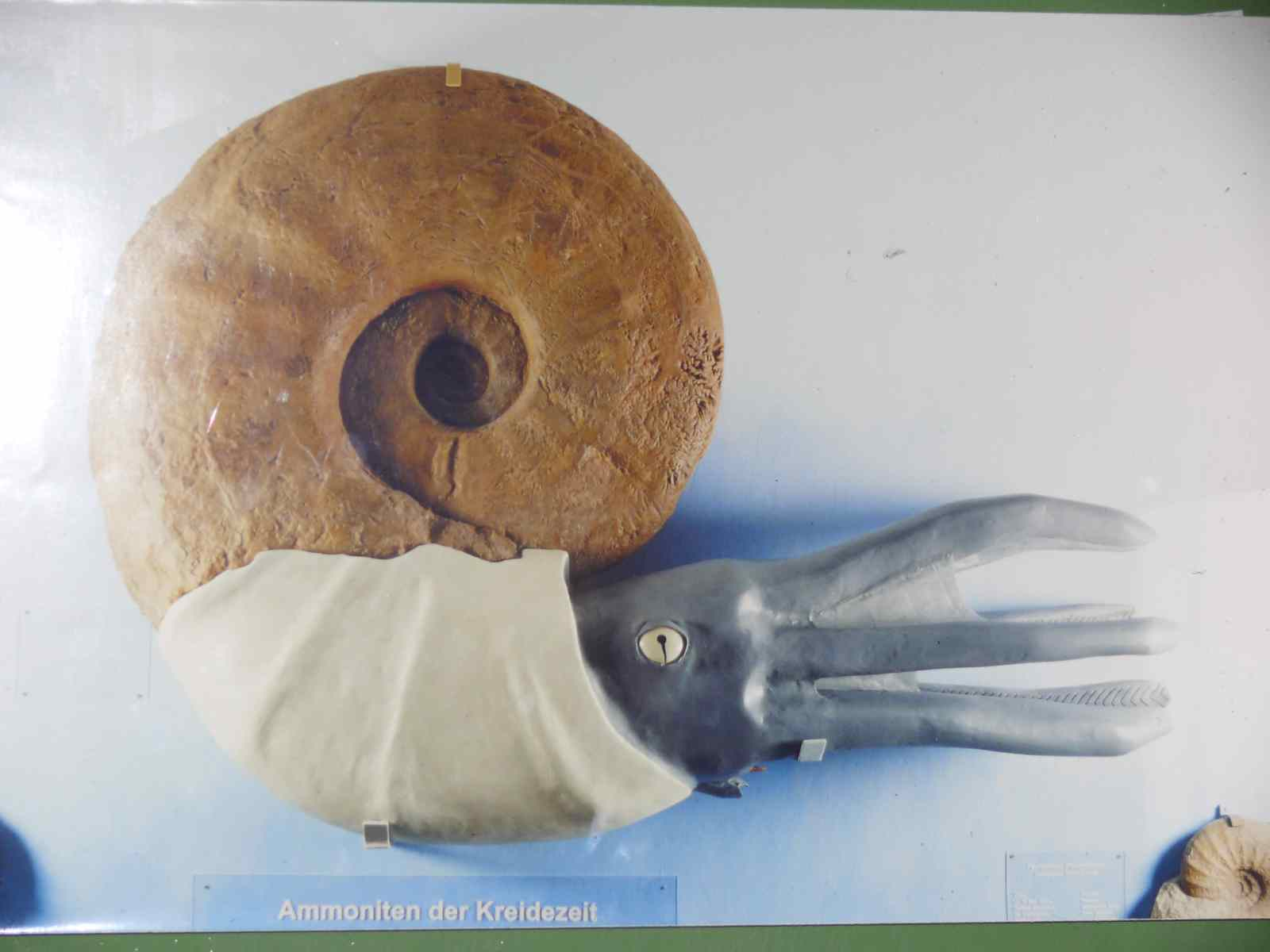
Parapuzosia

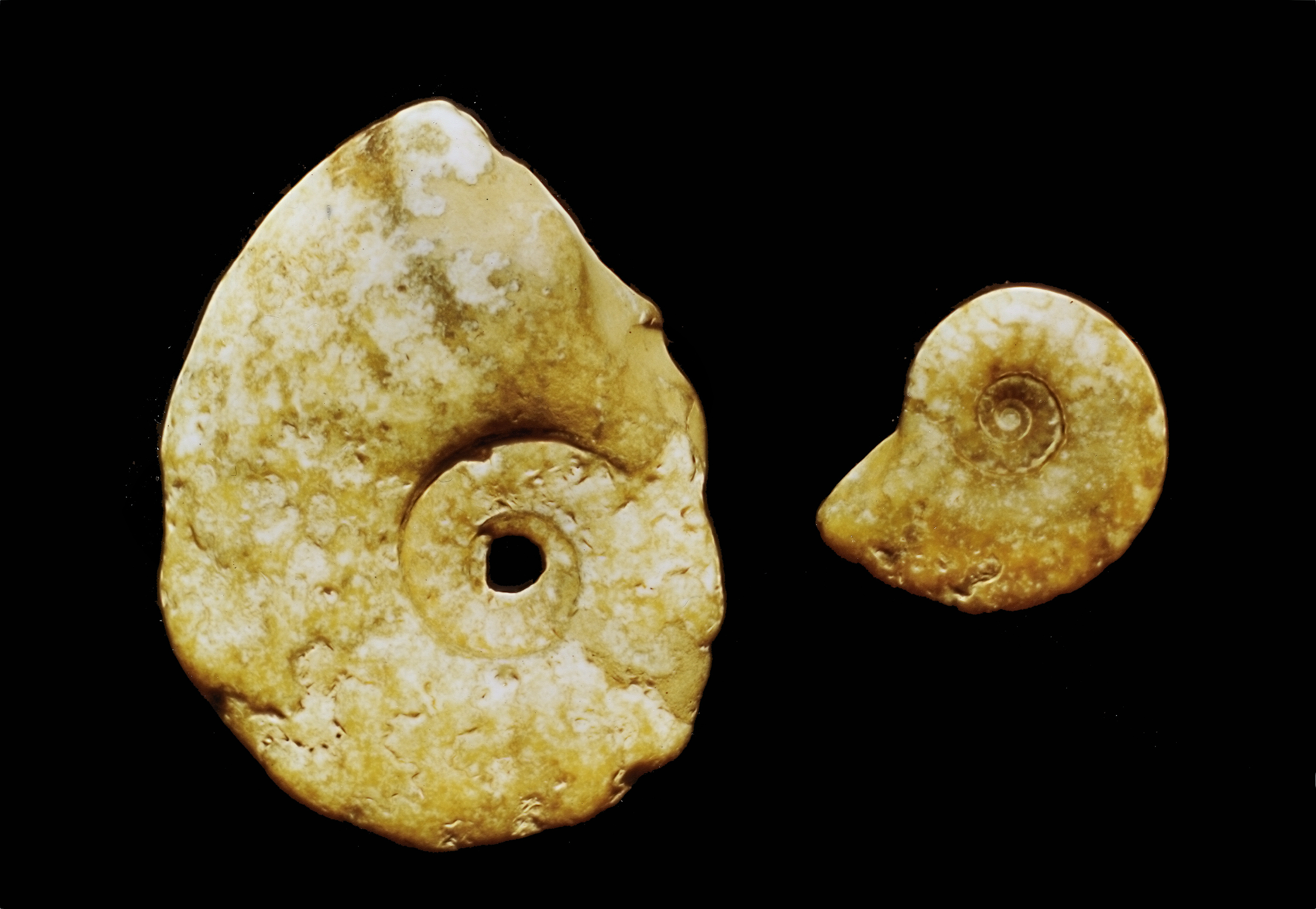
Schloenbachia

A cenomani korszak ammoniteszei:
- †Acanthoceras[4]
- †Acompsoceras[4]
- †Adkinsia[4]
- †Algericeras[4]
- †Algerites
- †Allocrioceras[5]
- †Austiniceras[4]
- †Baskaniiceras[4]
- †Bhimaites
- †Bostrychoceras
- †Budaiceras[4]
- †Bunburyiceras
- †Calycoceras[4]
- †Carthaginites[5]
- †Cibolaites[5]
- †Conlinoceras
- †Cottreauites
- †Couloniceras
- †Cunningtoniceras
- †Damesites
- †Dunveganoceras[5]
- †Engonoceras
- †Eogunnarites
- †Eomadrasites
- †Eoscaphites
- †Eucalycoceras
- †Euhystrichoceras[4]
- †Euomphaloceras
- †Euturrilites
- †Fagesia[5]
- †Farbesiceras[4]
- †Ficheuria
- †Fikaites[5]
- †Flickia
- †Forbescieras[4]
- †Gabbioceras
- †Gentoniceras
- †Graysonites[4]
- †Hemiptychoceras
- †Hyphoplites
- †Hypoturrilites[4]
- †Idiohamites
- †Jeanvogericeras[5]
- †Kamerunoceras[5]
- †Karamaites
- †Kossmatella
- †Lechites
- †Lewesiceras[4]
- †Lotzeites
- †Lytoceras
- †Mantelliceras
- †Mariella
- †Marshallites
- †Mesogaudryceras
- †Mesoturrilites[4]
- †Metasigaloceras[5]
- †Metengonoceras
- †Metoicoceras
- †Moremanoceras
- †Neocardioceras[5]
- †Neolobites[5]
- †Neomantelliceras
- †Neopulchellia[4]
- †Neosaynoceras[4]
- †Neostlingoceras[4]
- †Newboldiceras
- †Niceforoceras[4]
- †Nigericeras[5]
- †Ostlingoceras
- †Otoscaphites[4]
- †Paracalycoceras[4]
- †Paraconlinoceras
- †Parajaubertella
- †Parapuzosia[4]
- †Placenticeras[4]
- †Plesiacanthoceras
- †Plesiacanthoides
- †Plesioturrilites
- †Pleurohoplites
- †Promantelliceras
- †Proplacenticeras
- †Protacanthoceras[5]
- †Pseudacompsoceras[4]
- †Pseudaspidoceras[5]
- †Pseudocalycoceras[5]
- †Pseudotissotia[5]
- †Pteroscaphites[5]
- †Romaniceras[5]
- †Rubroceras[5]
- †Schloenbachia
- †Sharpeiceras[4]
- †Stoliczkaia
- †Submantelliceras
- †Tarrantoceras
- †Thomasites[5]
- †Thomelites[5]
- †Tunesites[4]
- †Turrilites[4]
- †Utaturiceras[4]
- †Vascoceras[5]
- †Wintonia[4]
- †Yezoites[4]

#### Belemniteszek

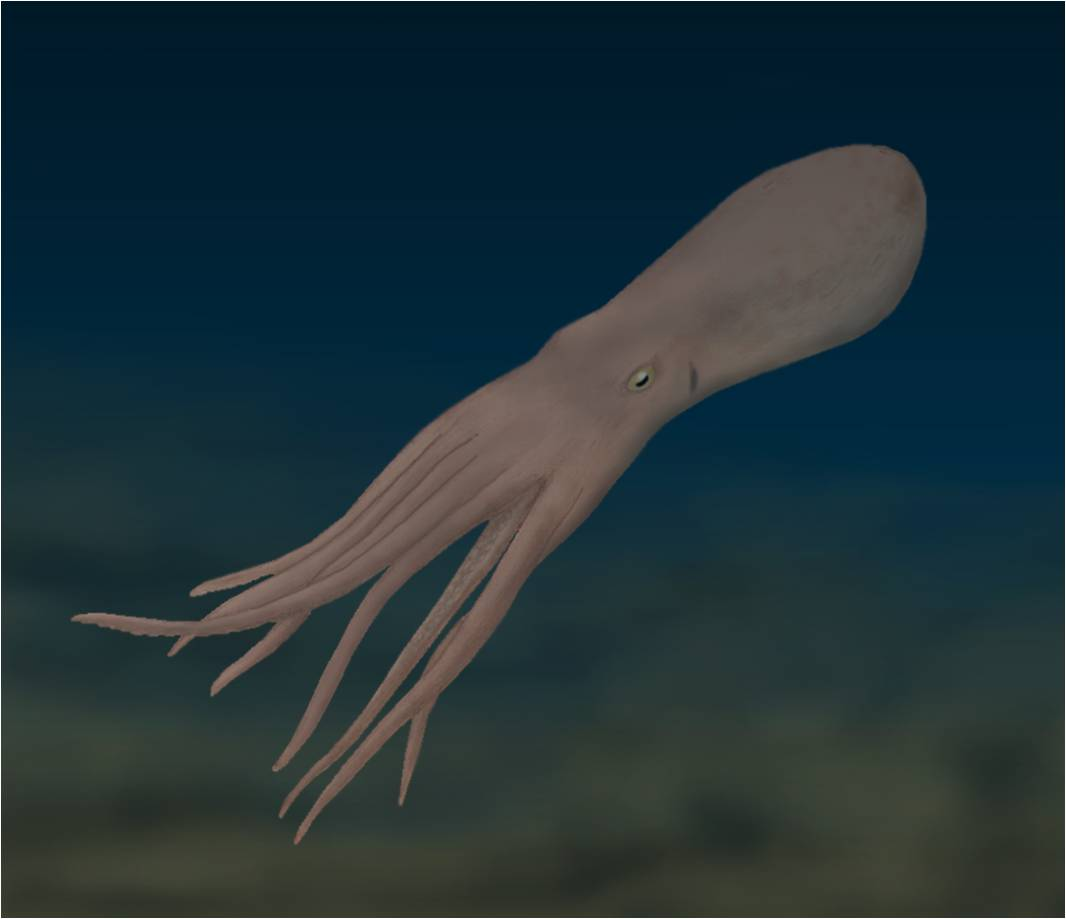
Keuppia

- †Actinocamax[4]
- †Belemnellocamax
- †Belemnocamax
- †Conoteuthis
- †Hibolites
- †Neohibolites
- †Parahibolites

#### Újbelsővázas fejlábúak
- †Keuppia

### Rákok
- Austropotamobius
- †Palibacus

### Porcos halak
| A cenomani korszak porcos halai    | A cenomani korszak porcos halai | A cenomani korszak porcos halai                                            | A cenomani korszak porcos halai | A cenomani korszak porcos halai |
| Taxon                              | Korszak                         | Lelőhely                                                                   | Leírás | Kép                             |
| ---------------------------------- | ------------------------------- | -------------------------------------------------------------------------- | --- | ------------------------------- |
| - †Cretoxyrhina mantelli           | cenomani–campaniai              | Jordánia, Kanada, Oroszország, USA                                         | Kora legnagyobb, 7 méteres hosszúságot is elérő cápájaként sokféle zsákmányra, például moszaszauruszokra, plezioszauruszokra, a Xiphactinusra és protostegida teknősökre vadászott.                                                        |                                 |
| - Dasyatis D. ujo + további 38 faj | kora cenomani–jelenkor          | Észak-Amerika, Közép-Amerika, Európa, Afrika, Ázsia, Ausztrália, Új-Zéland | A tüskésrájafélék egyik neme. Fajai az egész világ trópusi és mérsékelt égövi tengereiben, a közép-európai partokon, északon Dél-Skandináviáig megtalálhatók. Magányosan a tengerfenéken élnek. Táplálékuk puhatestűek, rákfélék és halak. |                                 |

### Csontos halak

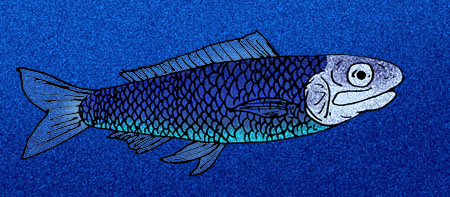
Idrissa

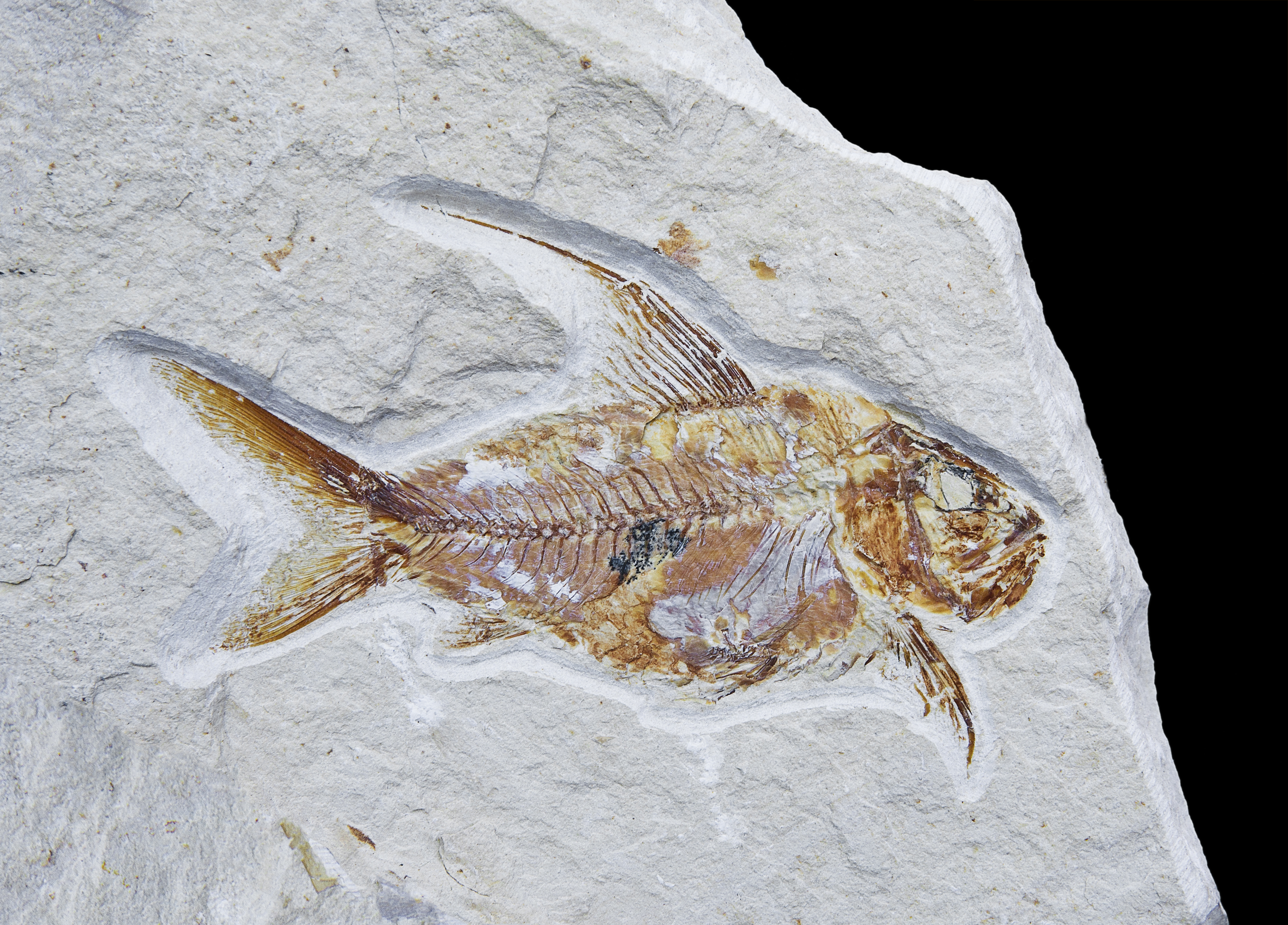
Nematonotus

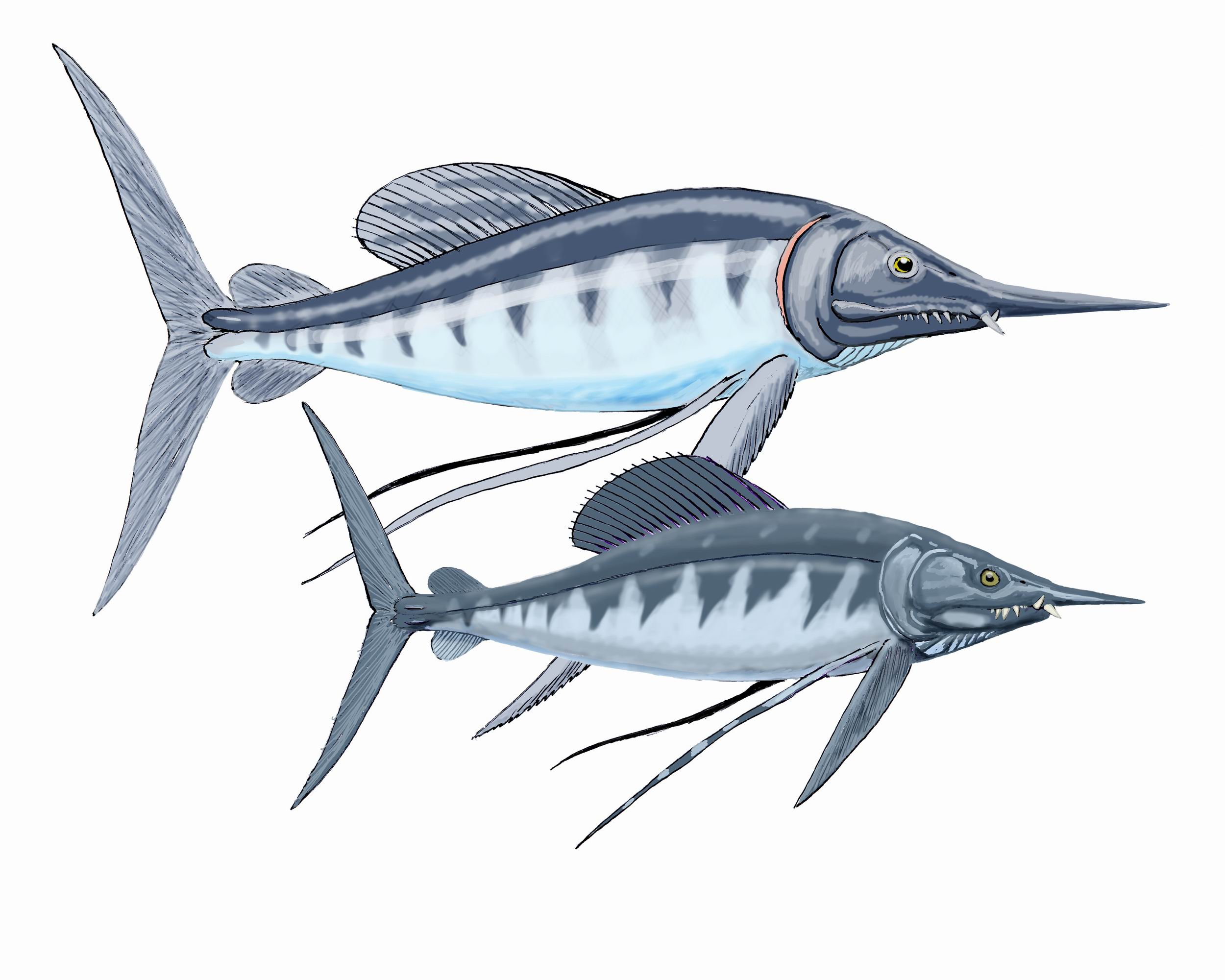
A Protosphyraena két faja, a P. pernicosa (fent) és a P. nitida (lent)

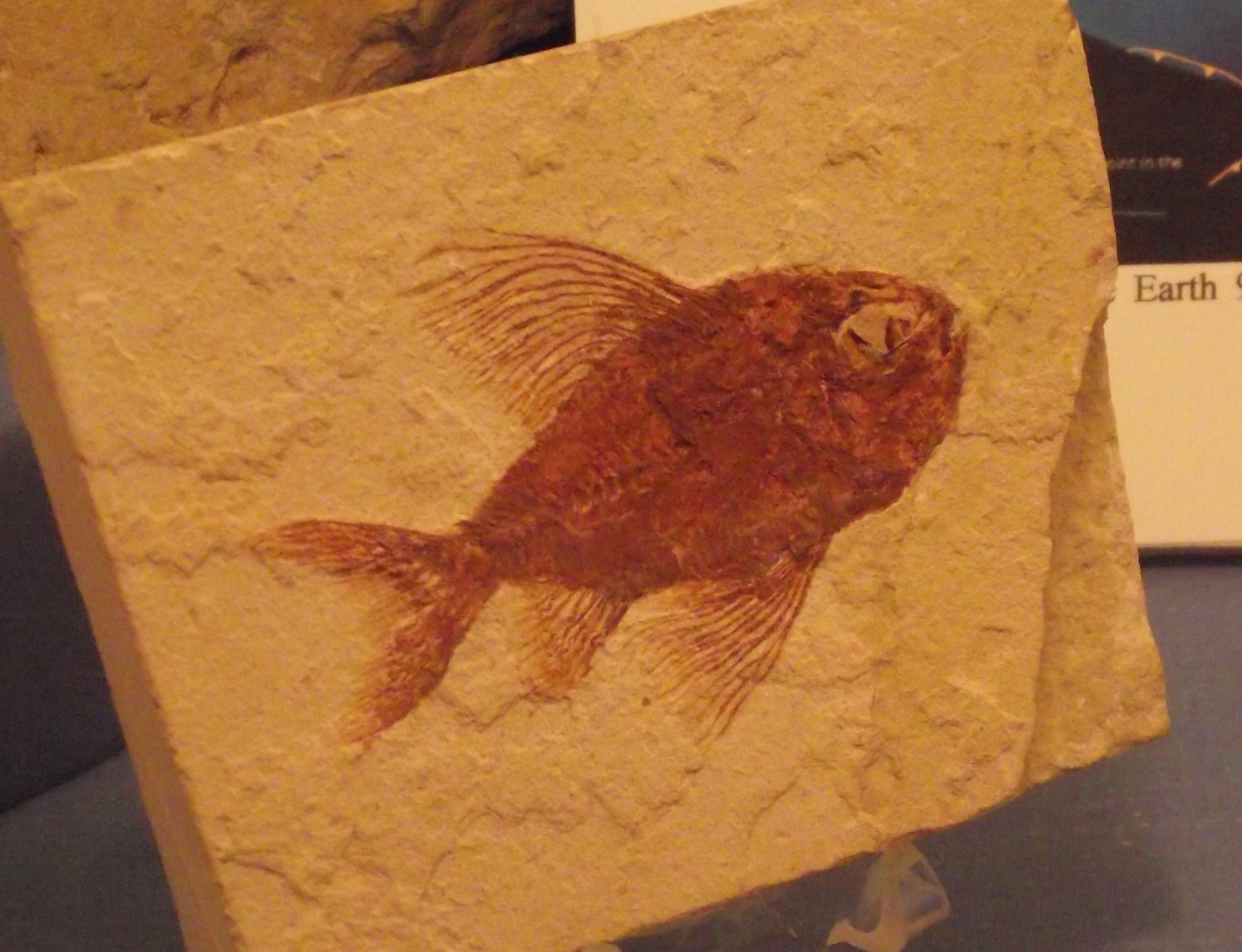
Pseudoberyx

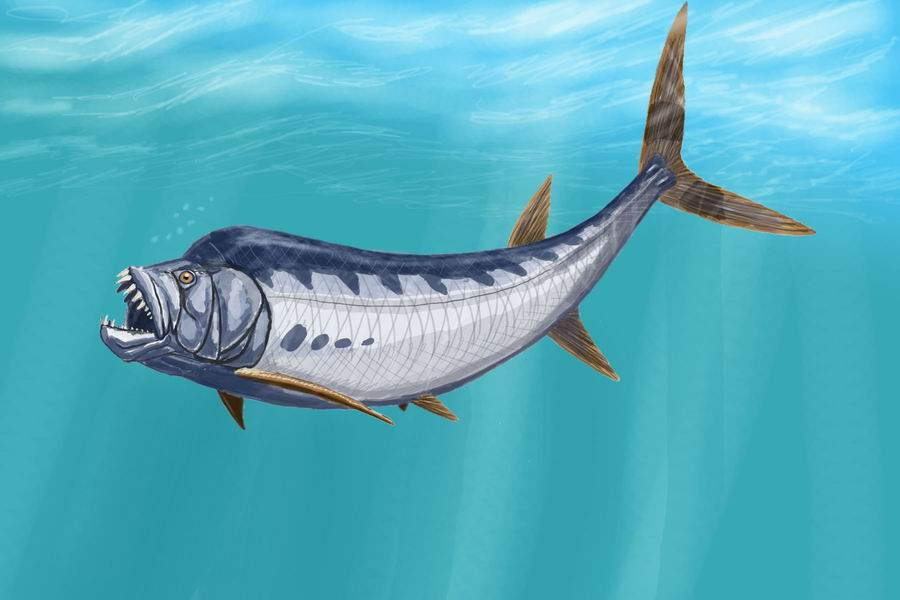
Xiphactinus

A cenomani korszak csontos halai:
- †Acrognathus
- †Aipichthyoides[4]
- †Aipichthys[4]
- †Anguillavus[5]
- †Anomoeodus
- †Apateopholis[5]
- †Aphanepygus[4]
- †Apsopelix
- †Aulolepis[5]
- †Barcarenichthyes
- †Belonostomus
- †Berycopsis
- †Caeus
- †Carsothrissops
- †Charitopsis[4]
- †Charitosomus[5]
- †Chirocentrites
- †Cimolichthys
- †Clupavus
- †Coelodus
- †Coccodus[4]
- †Cryptoberyx
- †Ctenothrissa[5]
- †Cylindracanthus[5]
- †Cyranichthys
- †Davichthys
- †Dercetoides[4]
- †Dinelops
- †Elopopsis
- †Enchelion[5]
- †Enchelurus
- †Enchodus[4]
- †Eubiodectes
- †Eurypholis[5]
- †Exocoetoides
- †Gaudryella
- †Gharbouria
- †Gillicus
- †Ginsburgia
- †Halec
- †Haljulia[5]
- †Hemisaurida
- †Heterothrissa[5]
- †Homonotichthys
- †Humilichthys[5]
- †Hoplopteryx
- †Idrissa[4]
- †Ichthyoceras[4]
- †Ichthyodectes
- †Ichthyotringa[4]
- †Judeoberyx
- †Judeichthys[4]
- †Lebonichthyes
- †Lepidotus
- †Libanoberyx
- †Lissoberyx
- †Lobopterus
- †Lophiostomus
- †Lusitanichthys
- †Macropoma
- †Macropomoides
- †Microcapros
- †Nematonotus[4]
- †Neopachycormus
- †Omosoma[4]
- †Omosomopsis
- †Ornategulum
- †Oshunia
- †Osmeroides
- †Pachyrizodus
- †Palaeocyttus
- †Paranogmius
- †Paraipichthys[4]
- †Paralepidosteus
- †Paravinciguerria[4]
- †Parenchodus[5]
- †Pateroperca[5]
- †Pattersonichthys[5]
- †Pattersonoberyx
- †Petalopteryx[4]
- †Pharmacichthys
- †Phoenicolepis[5]
- †Phylactocephalus[5]
- †Plectocretacicus[4]
- †Plesioberyx
- †Plethodus
- †Prionolepis
- †Protelops
- †Protobrama
- †Protosphyraena
- †Protostomias[4]
- †Protriacanthus[4]
- †Pseudoberyx
- †Pycnosteroides[5]
- †Ramallichthys[4]
- †Rharbichthys
- †Rhynchodercetis[4]
- †Salminops
- †Sardinoides[4]
- †Saurodon
- †Saurorhamphus[5]
- †Scombroclupea
- †Sedenhorstia
- †Sphathiurus
- †Stichoberyx
- †Stichocentrus
- †Stichopteryx
- †Telepholis
- †Trachichythyoides
- †Trewavasia[4]
- †Tselfatia
- †Urenchelys[5]
- †Volcichthys
- †Xiphactinus

### Kígyók
| A cenomani korszak kígyói         | A cenomani korszak kígyói | A cenomani korszak kígyói | A cenomani korszak kígyói | A cenomani korszak kígyói |
| Taxon                             | Korszak                   | Lelőhely                  | Leírás | Kép                       |
| --------------------------------- | ------------------------- | ------------------------- | --- | ------------------------- |
| - †Eupodophis †E. descouensi      | cenomani                  | Libanon                   | 85 centiméter hosszú, hátsó lábakkal rendelkező kígyó, melynek maradványa a kréta időszaki gyíkok és a lábatlan kígyók közötti átmeneti fosszíliának tekintendő. |                           |
| - †Haasiophis †H. terrasanctus    | cenomani                  | Ein Yabrud, Palesztina    | A Pachyrhachis testvértaxonja. Egyetlen fosszíliája, melynek csupán a farka vége hiányzik, 88 centiméter hosszú. A koponyáján bazális és fejlett jellemzők egyaránt találhatók. Állcsontjaiban 73–75 fog helyezkedett el. Hátsó lábai egy háromszögű medencéhez kapcsolódtak, ami a megőrződött maradványok alapján nem állt összeköttetésben a gerincoszloppal. |                           |
| - †Pachyrhachis †P. problematicus | cenomani                  | Ein Yabrud, Palesztina    | Körülbelül 1 méter hosszú, jól fejlett hátsó lábakkal rendelkező kezdetleges kígyó. |                           |

### Krokodilformák
| A cenomani korszak krokodilformái                                  | A cenomani korszak krokodilformái | A cenomani korszak krokodilformái                 | A cenomani korszak krokodilformái | A cenomani korszak krokodilformái |
| Taxon                                                              | Korszak                           | Lelőhely                                          | Leírás | Kép                               |
| ------------------------------------------------------------------ | --------------------------------- | ------------------------------------------------- | --- | --------------------------------- |
| - †Baharijodon †B. carnosauroides                                  | cenomani                          | Egyiptom                                          | Egy trematochampsida krokodilforma. |                                   |
| - †Coelosuchus †C. reedii                                          | cenomani                          | Graneros-pala, Wyoming, USA                       | 1 métert meghaladó hosszúságú goniopholidida. |                                   |
| - †Coringasuchus †C. anisodontis                                   | cenomani                          | Alcântara-formáció, Brazília                      | Valószínűleg heterodont fogazattal rendelkezett, ezért feltehetően a Nothosuchia csoportba tartozik. |                                   |
| - †Dakotasuchus †D. kingi                                          | cenomani                          | Dakota-homokkő, Kansas, USA                       | A goniopholidida mesoeucrocodyliák közé tartozó, a becslés szerint körülbelül 3–4 méter hosszú krokodilforma, melynek hátán, középen tizenkét pár bőrcsont helyezkedett el. Csigolyáin még nem található meg a jóval fejlettebb krokodilformákra jellemző homorú elülső és domború hátsó illeszkedő felület. Széles és rövid lapockái erőteljes mellső lábakra és szárazföldi tevékenységre utalnak.            |                                   |
| - †Hamadasuchus †H. rebouli                                        | albai–cenomani                    | Kem Kem-rétegek, Marokkó                          | A peirosauridák közé tartozó krokodilforma, melynek kissé heterodont fogazata az állkapocs különböző részein háromféle fogból állt. |                                   |
| - †Isisfordia †I. duncani                                          | albai–cenomani                    | Winton-formáció, Queensland, Ausztrália           | Felfedezése az őslénykutatókat arra a következtetésre vezette, hogy a modern krokodilok 30 millió évvel korábban fejlődtek ki, mint ahogy azt korábban gondolták. A maradványain végzett elemzés során megállapították, hogy a csigolyái a modern krokodilokéhoz hasonlóan illeszkedtek, emellett pedig az is felmerült, hogy már rendelkezett a zárt szájjal való légzést lehetővé tevő második szájpaddal is. |                                   |
| - †Kaprosuchus †K. saharicus                                       | cenomani                          | Echkar-formáció, Niger                            | A becslés szerint 3,3 méter hosszú, szokatlanul nagy, a vaddisznóéra emlékeztető szemfogakkal rendelkező mahajangasuchida. |                                   |
| - †Laganosuchus †L. thaumastos †L. maghrebensis                    | cenomani                          | Echkar-formáció, Niger; Kem Kem-rétegek, Marokkó  | Neve a stomatosuchidákra jellemző alacsony koponyára utal. Körülbelül 6 méter hosszú típusfajának feje 1 méteres volt. Tüskeszerű fogai alapján halakkal táplálkozott, melyek a nyitott szájába úszhattak, miközben az állat mozdulatlanul várakozott. |                                   |
| - †Libycosuchus †L. brevirostris                                   | cenomani                          | Baharija-formáció, Egyiptom                       | Feltehetően a Notosuchus rokonságába tartozó mesoeucrocodylia, amely a Stomatosuchus kortársaként élt. |                                   |
| - †Oceanosuchus †O. boecensis                                      | cenomani                          | Franciaország                                     | Egy pholidosaurida, melynek pofája a családja többi tagjáéhoz viszonyítva rövidebb volt. |                                   |
| - †Oweniasuchus †O. lusitanicus †O. major †?O. minor †O. pulchelus | berriasi–cenomani                 | ?Anglia, Portugália                               | Egy goniopholidida, melynek típusfaja, az O. major nomen dubiummá vált, mivel a hozzá tartozó egyetlen állkapocs darabot a megfelelő elemzés elvégzéséhez túl töredékesnek ítélték. Az O. minor a Theriosuchus típusfajának szinonimájává vált, így jelenleg csak a két portugál fajt tekintik érvényesnek. |                                   |
| - †Stomatosuchus †S. inermis                                       | cenomani                          | Egyiptom                                          | Hosszú, lapos koponyával rendelkezett, melyhez a feltételezés szerint fogatlan, a pelikánokéhoz hasonló táplálkozást lehetővé tevő állkapocs tartozott. Egyetlen ismert példánya megsemmisült a második világháborúban, München bombázása során. |                                   |
| - †Terminonaris †T. robusta †T. browni                             | cenomani–turoni                   | Favel-formáció, Kanada; Benton-pala, Montana, USA | Egy állkapocs nélküli teljes koponya, továbbá egy teljes állkapocs, a koponya alatti csontváz egyes részei és több bőrcsont alapján ismert pholidosaurida mesoeucrocodylia. |                                   |
| - †Trematochampsa †T. taqueti †T. oblita                           | cenomani                          | Beceten-formáció, Niger                           | Az alig ismert krokodilformákból álló család, a Trematochampsidae névadója. |                                   |
| - †Woodbinesuchus †W. byersmauricei                                | cenomani                          | Woodbine-formáció, Texas, USA                     | Egy megnyúlt, a tizenhatodik fogtól egybeforrt, koponyaablak nélküli állkapocs és különféle koponya alatti csontok, például csigolyák, lábcsontok, a váll és a csípő darabjai, valamint páncélelemek alapján ismert goniopholidida. |                                   |

### Moszaszauruszok
| A cenomani korszak moszaszauruszai | A cenomani korszak moszaszauruszai | A cenomani korszak moszaszauruszai          | A cenomani korszak moszaszauruszai | A cenomani korszak moszaszauruszai |
| Taxon                              | Korszak                            | Lelőhely                                    | Leírás | Kép                                |
| ---------------------------------- | ---------------------------------- | ------------------------------------------- | --- | ---------------------------------- |
| - †Haasiasaurus †H. gittelmani     | kora cenomani                      | Eun Yabrud, Palesztina                      | Az Olaszországban és Horvátországban felfedezettekhez hasonló, kisméretű, könnyű felépítésű bazális moszaszaurusz.                                                                           |                                    |
| - †Judeasaurus †J. tchernovi       | késő cenomani/kora turoni          | Kefar Sha'ul-formáció/Bina-formáció, Izrael | Egyetlen, kérdéses származási helyű példány alapján ismert kisméretű moszaszaurusz, amely egy 6-7 centiméter hosszú, hiányos, de részben tagolt koponya és több nyakcsigolya alapján ismert. |                                    |

### Teknősök
- †Rhinochelys

### Pikkelyes hüllők

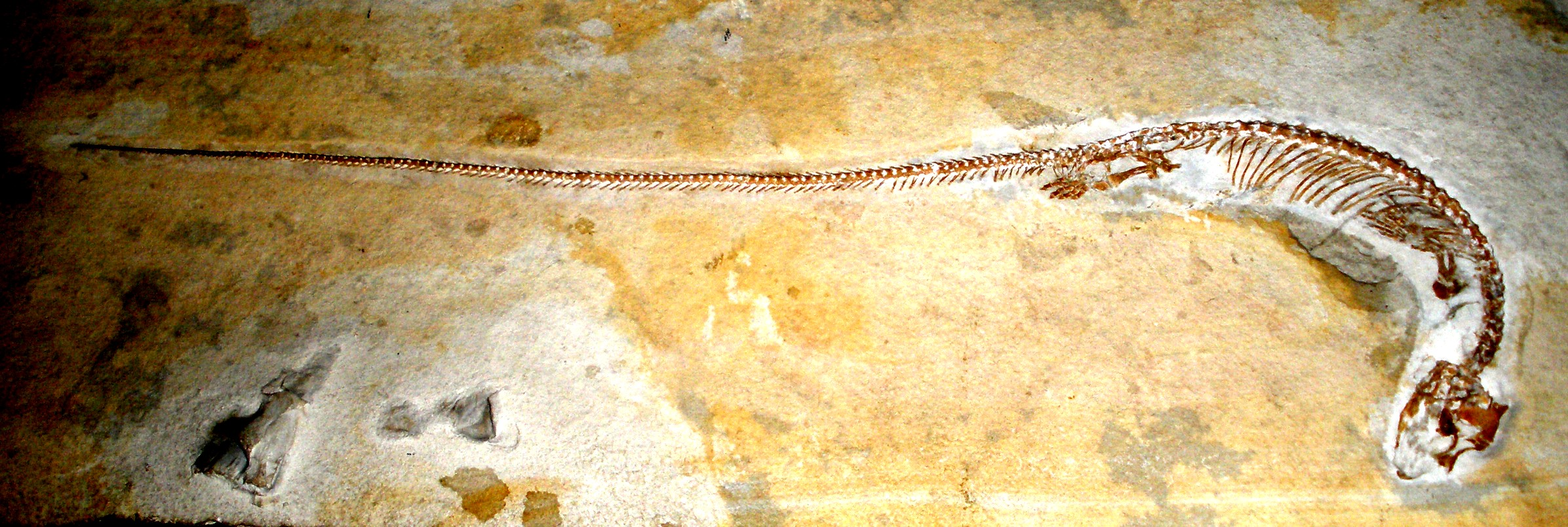
Aphanizocnemus

- †Acteosaurus
- †Aphanizocnemus
- †Coniasaurus
- †Dolichosaurus
- †Leiodon
- †Simoliophis

### Dinoszauruszok és madarak

#### Ankylosaurusok
| A cenomani korszak ankylosaurusai            | A cenomani korszak ankylosaurusai | A cenomani korszak ankylosaurusai               | A cenomani korszak ankylosaurusai | A cenomani korszak ankylosaurusai |
| Taxon                                        | Korszak                           | Lelőhely                                        | Leírás | Kép                               |
| -------------------------------------------- | --------------------------------- | ----------------------------------------------- | --- | --------------------------------- |
| - †Acanthopholis †A. horridus                | albai/apti–cenomani               | Felső Greensand-csoport, Cambridgeshire, Anglia | A bőrbe majdnem vízszintesen beágyazódott ovális lemezekből álló páncéllal, valamint a nyak és a váll területén, valamint a gerinc mentén kiemelkedő tüskékkel ellátott nodosaurida. A hossza a becslés szerint 3 és 5,5 méter között, a tömege pedig 380 kilogramm volt.           |                                   |
| - †Animantarx †A. ramaljonesi                | késő albai–kora cenomani          | Cedar Mountain-formáció, Utah, USA              | Súlyos páncélzatú, farokbuzogány nélküli 3 méter alatti hosszúságú nodosaurida, melynek családon belüli pontos kapcsolatai nem tisztázottak. |                                   |
| - †Crichtonsaurus †C. bohlini †C. benxiensis | cenomani–turoni                   | Sunjiawan-formáció, Liaoning, Kína              | Egy hiányos csontváz alapján ismert ankylosaurus, melyet Michael Crichton tiszteletére neveztek el. |                                   |
| - †Nodosaurus †N. textilis                   | késő apti–középső cenomani        | Wyoming, Kansas, USA                            | Egy 4–6 méter hosszú nodosaurida ankylosaurus, melynek teste felső részét hosszú bőrcsontlemezek borították. Az oldalán feltehetően tüskéket is viselt. Négy rövid lábbal, ötujjú lábfejekkel, rövid nyakkal és hosszú, merev buzogány nélküli farokkal rendelkezett.               |                                   |
| - †Silvisaurus †S. condrayi                  | késő apti–kora cenomani           | Dakota-formáció, Kansas, USA                    | Egy körülbelül 4 méteresre becsült hosszúságú nodosaurida. A szokásos lekerekített és sokszögű bőrcsontlemezek mellett a vállain és a farkán csontos tüskéket viselt. |                                   |
| - †Stegopelta †S. landerensis                | késő albai–kora cenomani          | Frontier-formáció, Wyoming, USA                 | Egy alig ismert nodosaurida. |                                   |
| - †Tsagantegia †T. longicranialis            | cenomani                          | Bayan Shireh-formáció, Dzun-Bayan, Mongólia     | Egy 30 centiméter hosszú, 25 centiméter széles, szokatlan módon amorf és nem sokszögekből álló mintázatú, kis szarvakkal ellátott teljes koponya alapján ismert ankylosaurida. |                                   |
| - †Zhejiangosaurus †Z. lishuiensis           | cenomani                          | Chaochuan-formáció, Zhejiang, Kína              | Egy nodosaurida, melynek részleges csontváza a keresztcsontból, nyolc csigolyából, a bal csípőcsont egy darabjából, a szeméremcsont jobb oldalából, a jobb ülőcsont proximális részéből, két hiányos hátsó lábból, tizennégy farokcsigolyából és néhány azonosítatlan csontból áll. |                                   |
| - †Zhongyuansaurus †Z. luoyangensis          | cenomani–turoni                   | Mangchuan-formáció, Henan, Kína                 | Egy felül lapos koponya, valamint a mellső láb, a csípő és a farok néhány csontja alapján ismert nodosaurida. |                                   |

#### Ornithopodák
| A cenomani korszak ornithopodái       | A cenomani korszak ornithopodái | A cenomani korszak ornithopodái                       | A cenomani korszak ornithopodái | A cenomani korszak ornithopodái |
| Taxon                                 | Korszak                         | Lelőhely                                              | Leírás | Kép                             |
| ------------------------------------- | ------------------------------- | ----------------------------------------------------- | --- | ------------------------------- |
| - †Anabisetia †A. saldiviai           | késő cenomani–kora turoni       | Cerro Lisandro-formáció, Neuquén tartomány, Argentína | Egy majdnem 2 méter hosszú, két lábon járó növényevő. |                                 |
| - †Eolambia †E. caroljonesa           | kora cenomani                   | Cedar Mountain-formáció, Utah, USA                    | A formáció legfelső tagozatából származó iguanodontia, amely a csoport körülbelül 100 millió évvel ezelőtt Észak-Amerikába vándorolt ázsiai őseinek közvetlen leszármazottja. |                                 |
| - †Iguanodon †I. bernissartensis      | kimmeridge-i–cenomani           | Európa, Afrika, Ázsia, Észak-Amerika                  | Nagyméretű, testes növényevő volt, melynek jellegzetessége a nagy, hegyes hüvelykujj-tüske, amit feltehetően a ragadozók elleni védekezésre és az élelem összegyűjtésére használt. |                                 |
| - †Muttaburrasaurus †M. langdoni      | albai–cenomani                  | Queensland, Új-Dél-Wales, Ausztrália                  | 7-9 méter hosszú, 2,4 méteres csípőmagasságú, megközelítőleg 1-4 tonna tömegű iguanodontia. Az iguanodontiáktól és leszármazottaiktól, a hadrosauridáktól való eltérések alapján elképzelhető, hogy egy olyan ornithopoda fejlődési vonalat képvisel, amely még a Tenontosaurus megjelenése előtt különvált.              |                                 |
| - †Oryctodromeus †O. cubicularis      | cenomani                        | Blackleaf-formáció, Montana, USA                      | Az első olyan dinoszaurusz, melynek esetében az ásó életmódra vonatkozó bizonyíték került nyilvánosságra. Egy körülbelül 2 méter hosszú és 70 centiméter széles föld alatti üreg maradványai között egy felnőtt és két fiatal példányát fedezték fel, melyek a csontjaik elhelyezkedése alapján az üregben pusztultak el. |                                 |
| - †Notohypsilophodon †N. comodorensis | késő cenomani–kora turoni       | Bajo Barreal-formáció, Chubut, Argentína              | Hypsilophodontida vagy más bazális ornithopoda. Két lábon járó növényevő volt. A méretét nem becsülték meg. |                                 |
| - †Protohadros †P. byrdi              | cenomani                        | Flower Mound, Texas, USA                              | Kezdetleges hadrosauroidea. 6 méter hosszú volt, és több hadrosauroideákra jellemző tulajdonsággal rendelkezett. |                                 |
| - †Shuangmiaosaurus †S. gilmorei      | cenomani–turoni                 | Sunjiawan-formáció, Liaoning, Kína                    | Egy alig ismert bazális iguanodontia. |                                 |

#### Egyéb madármedencéjűek
| A cenomani korszak egyéb madármedencéjűi | A cenomani korszak egyéb madármedencéjűi | A cenomani korszak egyéb madármedencéjűi | A cenomani korszak egyéb madármedencéjűi | A cenomani korszak egyéb madármedencéjűi |
| Taxon                                    | Korszak                                  | Lelőhely                                 | Leírás | Kép                                      |
| ---------------------------------------- | ---------------------------------------- | ---------------------------------------- | --- | ---------------------------------------- |
| - †Amtosaurus †A. magnus                 | cenomani–santoni                         | Bayanshiree Svita-formáció, Mongólia     | Egy töredékes maradványok révén ismert madármedencéjű dinoszaurusz, melynek pontos hovatartozása nem állapítható meg. A feltételezés szerint ankylosaurida vagy hadrosaurida lehetett. |                                          |

#### Sauropodák
| A cenomani korszak sauropodái       | A cenomani korszak sauropodái | A cenomani korszak sauropodái           | A cenomani korszak sauropodái | A cenomani korszak sauropodái |
| Taxon                               | Korszak                       | Lelőhely                                | Leírás | Kép                           |
| ----------------------------------- | ----------------------------- | --------------------------------------- | --- | ----------------------------- |
| - †Aegyptosaurus †A. baharijensis   | albai–cenomani                | Egyiptom, Niger                         | Az Argentinosaurus kisebb méretű rokona, melynek összes, 1939 előtt felfedezett maradványa megsemmisült a második világháborúban, München bombázása során. Lehetséges, hogy a nagyobb húsevő dinoszauruszok, például a Carcharodontosaurus vagy a Spinosaurus zsákmányállata volt. |                               |
| - †Andesaurus †A. delgadoi          | kora cenomani                 | Candeleros-formáció, Neuquén, Argentína | Az egyik legbazálisabb titanosaurusként csoportja legnagyobb tagjai közé tartozott. 4 hát- és 27 farokcsigolyája mellett a csípője maradványai is előkerültek. |                               |
| - †Argentinosaurus †A. huinculensis | albai–cenomani                | Río Limay-formáció, Neuquén, Argentína  | A legnehezebb, jó leletanyag alapján ismert sauropoda, melynek becsült hossza 30–35 méter, illetve más szerzők szerint 22–26 méter, a tömege pedig 80–100 tonna vagy 60–88 tonna lehetett.                                                                                         |                               |
| - †Cathartesaura †C. anaerobica     | cenomani–coniaci              | Huincul-formáció, Rio Negro, Argentína  | Hosszú, könnyű felépítésű nyakkal ellátott közepes méretű rebbachisaurida, a diplodocoideák egyik utolsó képviselője. |                               |
| - †Paralititan †P. stromeri         | cenomani                      | Bahariya-formáció, Egyiptom             | Az első mangrove erdőkkel borított környezetet megőrzött területről előkerült dinoszaurusz, amely 59 tonnára becsült tömegével az egyik legnehezebb ismert titanosaurusnak számít.                                                                                                 |                               |
| - †Sonorasaurus †S. thompsoni       | albai–cenomani                | Turney Ranch-formáció, Arizona, USA     | Egy körülbelül 15 méter hosszú és 8,2 méter magas brachiosaurida. A család első olyan tagja, amelyre Észak-Amerika késő kréta kori rétegeiben találtak rá. |                               |

#### Theropodák
| A cenomani korszak theropodái                       | A cenomani korszak theropodái         | A cenomani korszak theropodái                                                | A cenomani korszak theropodái | A cenomani korszak theropodái |
| Taxon                                               | Korszak                               | Lelőhely                                                                     | Leírás | Kép                           |
| --------------------------------------------------- | ------------------------------------- | ---------------------------------------------------------------------------- | --- | ----------------------------- |
| - †Aniksosaurus †A. darwini                         | cenomani–turoni                       | Bajo Barreal-formáció, Chubut, Argentína                                     | A bazális coelurosaurusoknál, például a compsognathidáknál és a coeluridáknál jóval fejlettebb, de kládja későbbi tagjainál kezdetlegesebb coelurosaurus. |                               |
| - †Bahariasaurus †B. ingens                         | cenomani                              | Bahariya-oázis, Egyiptom; Niger                                              | A kortársai közé tartozó Carcharodontosaurushoz és Spinosaurushoz hasonló méretű óriás theropoda, melynek típuspéldánya a második világháborúban megsemmisült. Lehetséges, hogy a Deltradromeus szinonimája. |                               |
| - †Carcharodontosaurus †C. saharicus †C. iguidensis | kora albai-kora turoni                | Kem Kem-rétegek Marokkó, Baharija-formáció, Egyiptom; Echkar-formáció, Niger | A Tyrannosaurus, a Giganotosaurus és a Spinosaurus méretét megközelítő vagy valamivel meghaladó, körülbelül 12–13,3 méteres állat volt, melynek tömegét különböző szerzők 6,2–15,1 tonnára becsülték. |                               |
| - †Deltadromeus †D. agilis                          | cenomani                              | Marokkó                                                                      | |                               |
| - †Giganotosaurus †G. carolinii                     | cenomani                              | Rio Limay-formáció, Argentína                                                | Az egyik legnagyobb ismert szárazföldi húsevő dinoszaurusz, a Tyrannosaurus, a Carcharodontosaurus és a Spinosaurus méretét megközelítő vagy valamivel meghaladó állat volt. A legnagyobb példány a becslés alapján 13,2 méter hosszú és 8,2 tonna tömegű lehetett. |                               |
| - †Ilokelesia †I. aguadagradensis                   | cenomani–kora turoni / albai–cenomani | Rio Limay-formáció, Neuquén, Argentína                                       | Közepes méretű theropoda, amely leírásakor a legkezdetlegesebb abelisauridaként vált ismertté. |                               |
| - †Kemkemia †K. auditorei                           | cenomani                              | Kem Kem-rétegek, Marokkó                                                     | Egyetlen, a farok végéhez tartozó csigolya alapján ismert, melyen az igen fejlett csigolyatüske arra utal, hogy talán a Neoceratosauria csoport tagja volt, azonban óvatosságból bizonytalan helyzetű nemként a jóval elterjedtebb Neotheropoda csoporthoz kapcsolták. A csigolya alapján feltehetően közepes méretű, 4–5 méter hosszú, könnyű felépítésű állat volt.                                         |                               |
| - †Luoyanggia †L. fiudianensis                      | cenomani                              | Ruyang-medence, Henan, Kína                                                  | A Ruyang-medence elsőként ismertté vált oviraptorida dinoszaurusza. |                               |
| - †Mapusaurus †M. roseae                            | cenomani                              | Huincul-formáció, Argentína                                                  | Egy carcharodontosaurida theropoda. Hasonló méretű volt, mint közeli rokona, a Giganotosaurus, legnagyobb ismert példányának hossza elérte a 10,2 métert, a tömege pedig körülbelül 3 tonna lehetett, különálló maradványai pedig összevethetők a 12,2 méteresre becsült Giganotosaurus holotípus leletanyagával.                                                                                             |                               |
| - †Rugops †R. primus                                | cenomani                              | Niger                                                                        | A körülbelül 6 méter hosszúságú és 750 kilogramm tömegű Rugops egy nagy méretű húsevő volt. Abelisauridának, illetve egy, a család közeli rokonságába tartozó dinoszaurusznak, és a Majungasaurus rokonának tartják. |                               |
| - †Sigilmassasaurus †S. brevicollis                 | cenomani                              | Tafilalt, Marokkó                                                            | Alig ismert tetanurán. Típusfajának neve a rövid nyakcsigolyákra utal. |                               |
| - †Skorpiovenator †S. bustingorryi                  | késő cenomani                         | Huincul-formáció, Argentína                                                  | Egy majdnem teljes csontváz alapján ismert abelisaurida theropoda. |                               |
| - †Spinosaurus †S. aegyptiacus †?S. marocannus      | kora albai–turoni                     | Bahariya-oázis, Egyiptom; Tunézia; Marokkó                                   | Egyedi tüskéiről, a csigolyák hosszú nyúlványairól ismert, melyek 1,65 méter hosszúra nőttek és valószínűleg bőr kapcsolódott hozzájuk, ami egy vitorlaszerű szerkezetet alkotott, egyes szerzők szerint azonban izmokkal voltak borítva, amik egy púpot vagy tarajt alkottak. Nem tisztázott, hogy elsődlegesen szárazföldi ragadozó volt-e, vagy inkább halevő. Becslés alapján a hossza 15 méter lehetett. |                               |
| - †Urbacodon †U. itemirensis                        | cenomani                              | Dzharakuduk-formáció, Üzbegisztán                                            | 7,92 centiméter hosszú, a Byronosaurusra és a Meire emlékeztető, a Troodonnál és a Saurornithoidesnél pleziomorfikusabb troodontida, amely 32, szokatlan módon recézetlen foggal rendelkezett. |                               |

#### Madarak
| A cenomani korszak madarai             | A cenomani korszak madarai | A cenomani korszak madarai     | A cenomani korszak madarai | A cenomani korszak madarai |
| Taxon                                  | Korszak                    | Lelőhely                       | Leírás | Kép                        |
| -------------------------------------- | -------------------------- | ------------------------------ | --- | -------------------------- |
| - †Flexomornis †F. howei               | cenomani                   | Woodbine-formáció, Texas, USA  | Egy enantiornithes madár |                            |
| - †Pasquiaornis †P. hardiei †P. tankei | késő cenomani              | Belle Fourche-formáció, Kanada | A Hesperornithes alosztály egyik neme, a bazális röpképtelen madarak képviselője. Lehetséges, hogy a második faja valójában megegyezik a típusfajjal. |                            |

### Plezioszauruszok
| A cenomani korszak plezioszauruszai                                             | A cenomani korszak plezioszauruszai | A cenomani korszak plezioszauruszai | A cenomani korszak plezioszauruszai | A cenomani korszak plezioszauruszai |
| Taxon                                                                           | Korszak                             | Lelőhely                            | Leírás | Kép                                 |
| ------------------------------------------------------------------------------- | ----------------------------------- | ----------------------------------- | --- | ----------------------------------- |
| - †Cimoliasaurus 1. C. magnus 2. C. neocomiensis, C. smithi, C. sp 3. C. haasti | hauterivi–maastrichti               | 1. USA 2. Európa 3. Új-Zéland       | Egy 3,9–7,6 méter hosszú elasmosaurida. |                                     |
| - †Pahasapasaurus †P. haasi                                                     | cenomani                            | Greenhorn-mészkő, Dél-Dakota, USA   | Egy korai polycotylida plezioszaurusz, amely alkar- és lábszárcsontokkal, valamint egyedi szájpaddal rendelkezett. |                                     |
| - †Plesiopleurodon †P. wellesi                                                  | kora cenomani                       | Belle Fourche-pala, Wyoming, USA    | Egy közepesen hosszú symphysisszel, 8 pár, majdnem kör keresztmetszetű, a külső részén (a fogtövet leszámítva) sima foggal, (a jura időszaki pliosaurusok kétfejű nyaki bordáitól eltérően) egyfejű nyaki bordákkal és a hollócsőrön hosszú, keskeny mellkasi sávval rendelkezett.                                                                                     |                                     |
| - †Polyptychodon 1. †P. interruptus 2. †P. hudsoni                              | albai–turoni                        | 1. Anglia, Franciaország 2. USA     | Alig ismert pliosaurida, melynek hossza a becslés alapján elérhette a 7 métert. |                                     |
| - †Thalassomedon †T. haningtoni                                                 | cenomani                            | Észak-Amerika                       | Az Elasmosaurus legközelebbi rokonaként az Elasmosauridae család tagja. 12 méteres hosszából a 63 csigolyából álló nyak 6 métert tett ki, míg az uszonyai 1,5–2 méteres hosszúságot értek el. 47 centiméter hosszú koponyájában 5 centiméteres fogak sorakoztak. A gyomra területén talált kövek talán ballasztként szolgáltak vagy az étel megemésztését segíthették. |                                     |

### Pteroszauruszok
| A cenomani korszak pteroszauruszai | A cenomani korszak pteroszauruszai | A cenomani korszak pteroszauruszai                                                | A cenomani korszak pteroszauruszai | A cenomani korszak pteroszauruszai |
| Taxon                              | Korszak                            | Lelőhely                                                                          | Leírás | Kép                                |
| ---------------------------------- | ---------------------------------- | --------------------------------------------------------------------------------- | --- | ---------------------------------- |
| - †Aetodactylus †A. halli          | cenomani                           | Tarrant-formáció, Texas, USA                                                      | Az Észak-Amerikában másodikként felfedezett ornithocheirida pterodactyloidea nem, amely 38,4 centiméter hosszú állkapcsa, valamint fogai, csigolyái és néhány azonosítatlan csontmaradványa alapján ismert. Családja többi tagjától eltérően az állkapcsán nem viselt csonttarajt. |                                    |
| - †Alanqa †A. saharica             | albai-cenomani                     | Kem Kem-rétegek, Marokkó                                                          | Az állcsont öt darabja és egy feltételezett nyakcsigolya alapján ismert, melyhez további három példány állcsont maradványai tartoznak. Az állcsontok a Quetzalcoatluséra és a Zhejiangopteruséra emlékeztetnek, ezért eredetileg pteranodontidaként osztályozták, de sokkal valószínűbb, hogy az azhdarchidák közé tartozott. A szárnyfesztávolsága mintegy 4 méter lehetett, bár úgy tűnik, hogy a (valószínűleg szintén ehhez a nemhez tartozó) csigolya egy nagyobb, 6 méteres szárnyfesztávolságú állattól származhat. |                                    |
| - †Coloborhynchus †C. clavirostris | albai–cenomani                     | Wealden-csoport, Anglia; Santana-formáció, Brazília; Paw Paw-formáció, Texas, USA | A 19. században elnevezett ornithocheiridák egyike, melyhez az évek során számos fajt kapcsoltak, melyeket később többnyire más nemekhez helyeztek át. Rokonaihoz, az Anhanguerához és az Uktenadactylus hasonlóan a felső állcsontjának hegyén egy felfelé elvékonyodó taraj helyezkedett el. |                                    |

### Emlősök
| A cenomani korszak emlősei | A cenomani korszak emlősei                                                                                                   | A cenomani korszak emlősei         | A cenomani korszak emlősei                                                       | A cenomani korszak emlősei |
| Taxon | Korszak | Lelőhely                           | Leírás                                                                           | Kép                        |
| --- | --- | ---------------------------------- | -------------------------------------------------------------------------------- | -------------------------- |
| - †Arcantiodelphys †A. marchandi                                                                                                | cenomani | Franciaország                      | A bazális metatheria emlősök egyik neme.                                         |                            |
| - †Ameribaatar - †A. zofiae | albai/cenomani | Cedar Mountain-formáció, Utah, USA | A Multituberculata rend tagja, melynek csoporton belüli pontos helye ismeretlen. |                            |
| - †Paracimexomys 1. †?P. crossi 2. †P. magister 3. †P. magnus 4. †P. perplexus 5. †P. priscus 6. †P. propriscus 7. †P. robisoni | 1. apti–albai 2. késő santoni 3. campaniai 4. albai–kora cenomani 5. maastrichti 6. késő campaniai–kora maastrichti 7. albai | USA, ?Románia                      | Elsőként megtalált fosszíliáit eredetileg a Cimexomys nembe sorolták be.         |                            |

## Ajánlott irodalom
- Gradstein, F.M., Ogg, J.G. & Smith, A.G.. A Geologic Time Scale 2004. Cambridge University Press (2004)
- Kennedy, W.J., Gale, A.S.; Lees, J.A. & Caron, M.. Episodes 27, The Global Boundary Stratotype Section and Point (GSSP) for the base of the cenomaniian Stage, Mont Risou, Hautes-Alpes, France, 21–32. o. (2004)

## Fordítás
- Ez a szócikk részben vagy egészben a cenomaniian című angol Wikipédia-szócikk ezen változatának fordításán alapul.  Az eredeti cikk szerkesztőit annak laptörténete sorolja fel. Ez a jelzés csupán a megfogalmazás eredetét és a szerzői jogokat jelzi, nem szolgál a cikkben szereplő információk forrásmegjelöléseként.